# Рідкодуб'я

Рідкодуб'я — ботанічна пам'ятка природи місцевого значення.
Розташовується в Бахмутському районі Донецької області в Часів-Ярському лісництві. Статус пам'ятки природи присвоєно рішенням облвиконкому від 21 червня 1972 № 310. Площа — 4,3 га. У Рідкодуб'ї ростуть дуби природного походження, віком понад 200 років.
Рідкодуб'я відвідували учасники шостого міжнародного симпозіуму країн РЕВ з питання залісення земель.